# Carlo di Guisa (1554-1611)
Carlo di Guisa o di Lorena, Duca di Mayenne (Alençon, 26 marzo 1554 – Soissons, 3 ottobre 1611) secondogenito di Francesco, Duca di Guisa, e di Anna d'Este.
Fu uno dei comandanti della Lega cattolica ai tempi delle guerre di religione francesi dopo l'omicidio di suo fratello Enrico di Guisa a Blois. Dal 1562 al 1589 fu Gran ciambellano di Francia. Nel 1578 venne nominato Ammiraglio di Francia.

## Biografia

### Colonnello del Duca di Guisa
Carlo non era in Francia ai tempi della Notte di san Bartolomeo, ma partecipò all'assedio di La Rochelle l'anno dopo, quando fu creato duca e pari di Francia. Seguì Enrico di Valois, duca d'Anjou (futuro Enrico III di Francia), in Polonia dopo la sua elezione a re, ma presto tornò in patria per divenire uno tra i più energici sostenitori e colonnelli di suo fratello Enrico Duca di Guisa.
Nel 1577 ottenne notevoli successi contro gli Ugonotti in Poitou; come governatore di Borgogna spinse la sua provincia dalla parte della Lega Cattolica nel 1585: l'assassinio dei suoi fratelli a Blois a fine dicembre 1588 lo lasciò a capo del partito cattolico.

### Capo della Lega Cattolica
L'ambasciatore della Repubblica di Venezia, Giovanni Mocenigo, dichiarò che Mayenne aveva avvertito Enrico III dell'esistenza di un complotto per rapirlo e trasportarlo a Parigi: ai tempi dell'omicidio era a Lione, dove ricevette una lettera del re in cui diceva di aver agito seguendo gli avvertimenti e gli ordinava di ritirarsi nelle sue terre.
Mayenne professò obbedienza, ma immediatamente si preparò a marciare su Parigi, devota alla causa dei Guisa e furente per il duplice omicidio. Dopo un vano tentativo di recuperare quei suoi parenti ancora prigionieri a Blois, continuò a reclutare le truppe nelle sue terre in Borgogna ed in Champagne e quando giunse a Parigi nel febbraio del 1589, trovò la città dominata dai sedici quartieri in cui era divisa, tutti forti sostenitori della Lega
Formò un Consiglio Generale per dirigere gli affari della città e per mantenere i rapporti con le altre città fedeli alla Lega. Ogni quartiere elesse quattro rappresentanti e Mayenne vi aggiunse i rappresentanti delle varie arti e mestieri di Parigi per controbilanciare questo elemento rivoluzionario, avendo, proprio come il fratello Enrico, in orrore le masse popolari. Si proclamò "tenente generale dello stato e della corona di Francia," prestando giuramento davanti al parlamento di Parigi.
In aprile si diresse verso Tours: Enrico III messo alle strette cercò un'alleanza con gli ugonotti e con l'erede presuntivo al trono, il protestante Enrico di Navarra, mettendo sotto assedio Parigi dove si erano radunate le forze della Lega, quando l'assassinio di Enrico III da parte di un monaco domenicano diede nuove speranze alla Lega.

### Tempo di Re
Mayenne fu spinto a fare pubblica pretesa alla corona di Francia, ma fu fedele al programma ufficiale della Lega Cattolica e proclamò il più prossimo membro maschio cattolico del defunto re (inoltre, anche all'interno della casa di Guisa, eventuali diritti sarebbero spettati ai figli maschi di suo fratello maggiore Enrico): questi era il cardinale Carlo di Borbone, a quel tempo prigioniero nelle mani di Enrico IV di Francia (di cui era zio paterno), che per la Lega divenne "Carlo X". Enrico si ritirò a Dieppe, seguito da Mayenne, che unì le sue forze con quelli del cugino Carlo duca d'Aumale e di Carlo II de Cossé, conte di Brissac e diedero battaglia in prossimità di Arques (settembre del 1589). Le truppe della Lega vennero sconfitte, permettendo ad Enrico IV di marciare su Parigi.
Nel 1590 Mayenne ricevette truppe fresche dai Paesi Bassi spagnoli con cui ingaggiò nuovi scontri, che culminarono della grave sconfitta di Ivry (14 marzo 1590). Si spostò allora a Mantes e a settembre raccolse un esercito a Meaux e con l'assistenza di Alessandro Farnese, duca di Parma, mandatogli da Filippo II di Spagna, mise sotto assedio Parigi, che stava quasi per cedere ad Enrico IV. Mayenne però temeva a ragione i disegni di Filippo II e alle sue difficoltà si aggiunse la morte del cardinale di Borbone, "il re della lega."

### Tempo di pace

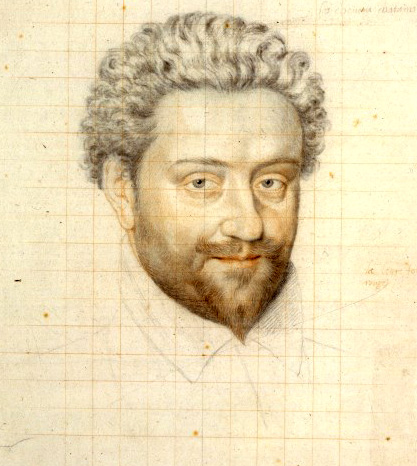
Carlo di Guisa, Duca di Mayenne.

La parte più estrema della Lega, rappresentata dai radicali sedici rappresentanti dei quartieri di Parigi, lo invitarono all'elezione di un re cattolico e ad accettare l'aiuto e le pretese dinastiche degli alleati spagnoli. Mayenne difettava della popolarità di suo fratello Enrico di Guisa e non gradiva i demagoghi cittadini, facendo parte dell'ala più moderata del suo partito, che aveva cominciato a sollecitare una riconciliazione con Enrico IV. Mantenne in vigore le antiche forme politiche contro la visione rivoluzionaria dei Sedici, che durante la sua assenza da Parigi avevano preso il potere in mano e nel novembre 1591 avevano condannato a morte e giustiziato uno dei capi del partito moderato, Barnabé Brisson, presidente del Parlamento. Mayenne tornò a Parigi, fece giustiziare quattro dei Sedici, diminuendone quindi il potere e con esso la resistenza alla Lega.
Mayenne iniziò a negoziare con Enrico IV mentre sembrava ancora considerare con Filippo II la successione alla corona francese dell'Infanta Isabella Clara Eugenia d'Asburgo, figlia di Elisabetta di Valois e quindi nipote di Enrico II di Francia. Chiese ad Enrico IV di completare la sua conversione al credo cattolico per essere riconosciuto dagli aderenti della Lega. Inoltre volle continuare a tenere per sé gli alti incarichi che si erano accumulati nella sua famiglia.
Nel 1593 radunò gli Stati Generali a Parigi ed espose le pretese dinastiche dell'Infanta, ma i deputati protestarono contro l'intervento straniero (questi atti sono l'argomento di un'opera satirica, la Satire Ménippée). Mayenne firmò una tregua a La Villette il 31 luglio 1593. I dissensi interni alla Lega continuarono ad aumentare e i capi più importanti si arresero: Mayenne concluse la pace nell'ottobre del 1595 con Enrico IV, che gli concesse il possesso di Chalon-sur-Saône, di Seurre e di Soissons per tre anni, nominò suo figlio Enrico governatore dell'Île-de-France e pagò una forte indennità.

## Discendenza
Il 6 agosto 1576 Carlo sposò Enrichetta di Savoia, marchesa di Villars, figlia di Onorato II di Savoia-Villars e di Giovanna di Foix (†1542), dalla quale ebbe quattro figli:
- Renata di Mayenne († 1638), sposò nel 1613 Mario II Sforza di Santa Fiora, conte di Santa Fiora;
- Enrico di Guisa, Duca di Mayenne (1578 – 1621): con la sua morte senza eredi si estinse la cosiddetta linea dei Lorena-Mayenne;
- Carlo Emanuele di Mayenne (1581 – 1609);
- Caterina di Lorena (1585 – 1618), detta anche Caterina di Mayenne, che sposò il duca di Mantova Carlo I di Gonzaga-Nevers.

## Ascendenza
|                            |                  |                              | Genitori                           |  |  | Nonni |  |  | Bisnonni            |  |  | Trisnonni                |  |
|                            |                  |                              |                                    |  |  |       |  |  | Renato II di Lorena |  |  | Federico II di Vaudémont |  |
|                            |                  |                              |                                    |  |  |       |  |  | Renato II di Lorena |  |  | Federico II di Vaudémont |  |
|                            |                  | Iolanda d'Angiò              |                                    |  |  |       |  |  | Renato II di Lorena |  |  |                          |  |
| Claudio I di Guisa         |                  |                              |                                    |  |  |       |  |  | Renato II di Lorena |  |  |                          |  |
|                            |                  | Filippina di Gheldria        | Adolfo di Egmond                   |  |  |       |  |  |                     |  |  |                          |  |
|                            |                  | Filippina di Gheldria        | Adolfo di Egmond                   |  |  |       |  |  |                     |  |  |                          |  |
|                            |                  | Filippina di Gheldria        | Caterina di Borbone                |  |  |       |  |  |                     |  |  |                          |  |
| Francesco I di Guisa       |                  | Filippina di Gheldria        |                                    |  |  |       |  |  |                     |  |  |                          |  |
|                            |                  | Francesco di Borbone-Vendôme | Giovanni VIII di Borbone-Vendôme   |  |  |       |  |  |                     |  |  |                          |  |
|                            |                  | Francesco di Borbone-Vendôme | Giovanni VIII di Borbone-Vendôme   |  |  |       |  |  |                     |  |  |                          |  |
|                            |                  | Francesco di Borbone-Vendôme | Isabella di Beauvau                |  |  |       |  |  |                     |  |  |                          |  |
| Antonia di Borbone-Vendôme |                  | Francesco di Borbone-Vendôme |                                    |  |  |       |  |  |                     |  |  |                          |  |
|                            |                  | Maria di Lussemburgo         | Pietro II di Lussemburgo-Saint-Pol |  |  |       |  |  |                     |  |  |                          |  |
|                            |                  | Maria di Lussemburgo         | Pietro II di Lussemburgo-Saint-Pol |  |  |       |  |  |                     |  |  |                          |  |
|                            |                  | Maria di Lussemburgo         | Margherita di Savoia               |  |  |       |  |  |                     |  |  |                          |  |
| Carlo di Guisa             |                  | Maria di Lussemburgo         |                                    |  |  |       |  |  |                     |  |  |                          |  |
|                            | Alfonso I d'Este | Ercole I d'Este              |                                    |  |  |       |  |  |                     |  |  |                          |  |
|                            | Alfonso I d'Este | Ercole I d'Este              |                                    |  |  |       |  |  |                     |  |  |                          |  |
|                            | Alfonso I d'Este | Eleonora d'Aragona           |                                    |  |  |       |  |  |                     |  |  |                          |  |
| Ercole II d'Este           | Alfonso I d'Este |                              |                                    |  |  |       |  |  |                     |  |  |                          |  |
|                            |                  | Lucrezia Borgia              | Papa Alessandro VI                 |  |  |       |  |  |                     |  |  |                          |  |
|                            |                  | Lucrezia Borgia              | Papa Alessandro VI                 |  |  |       |  |  |                     |  |  |                          |  |
|                            |                  | Lucrezia Borgia              | Vannozza Cattanei                  |  |  |       |  |  |                     |  |  |                          |  |
| Anna d'Este                |                  | Lucrezia Borgia              |                                    |  |  |       |  |  |                     |  |  |                          |  |
|                            |                  | Luigi XII di Francia         | Carlo d'Orléans                    |  |  |       |  |  |                     |  |  |                          |  |
|                            |                  | Luigi XII di Francia         | Carlo d'Orléans                    |  |  |       |  |  |                     |  |  |                          |  |
|                            |                  | Luigi XII di Francia         | Maria di Clèves                    |  |  |       |  |  |                     |  |  |                          |  |
| Renata di Francia          |                  | Luigi XII di Francia         |                                    |  |  |       |  |  |                     |  |  |                          |  |
|                            |                  | Anna di Bretagna             | Francesco II di Bretagna           |  |  |       |  |  |                     |  |  |                          |  |
|                            |                  | Anna di Bretagna             | Francesco II di Bretagna           |  |  |       |  |  |                     |  |  |                          |  |
|                            |                  | Anna di Bretagna             | Margherita di Foix                 |  |  |       |  |  |                     |  |  |                          |  |
|                            |                  | Anna di Bretagna             |                                    |  |  |       |  |  |                     |  |  |                          |  |